# Hanumatpresaka Swami
Hanumatpresaka Swami (nascido Huber Hutchin Robinson, Guam, 12 de Janeiro de 1948) é um guru da Sociedade Internacional para a Consciência de Krishna (ISKCON), inserido na tradicional linha filosófica Brahmā Madhva-Gauḍīya Sampradāya. Notável como um estudante do Vixnuísmo, está sempre viajando ao redor do mundo compartilhando seu conhecimento, dando continuamente palestras sobre a milenar literatura indiana, participando de conferências e instruindo diversas pessoas a uma compreensão espiritual saudável, auxílio embasado nos ensinamentos se seu mestre espiritual, Bhaktivedanta Swami Prabhupada.

## Biografia
Hanumatpresaka Swami Maharaja nasceu em Guam no ano de 1948 e cresceu na Califórnia. Após terminar o colégio em 1966, entrou na Universidade da Califórnia em Davis, graduando-se em 1970 com um prêmio de primeiro lugar em Psicologia e estudos menores em Biologia e Engenharia Elétrica. Então começou os estudos de doutorado na Northwestern University em Chicago, enquanto também participava da famosa trupe teatral de improvisação "Second City". Logo ele se convenceu de que o ocidente estava carente de sabedoria oriental. Então se graduou em faixa preta no Caratê Uechi Ryu de Okinawa. 
Após ter contato com os devotos membros da ISKCON, aceitou os votos de monge celibatário (brahmacari) e iniciação formal por seu mestre espiritual Bhaktivedanta Swami Prabhupada em 1974. No ano de 1979, estabeleceu a "Añjana Suta Academy" e o periódico "Hanuman Express Dispatch" auxiliando os estudos da literatura oriental e ocidental com a perspectiva acadêmica védica. Em 1984 tomou os votos de sannyasi (renunciante) recebendo o título de Swami e em 1994 passou a ser guru iniciador, aceitando e iniciando discípulos formalmente na tradição Gauḍīya-Vaiṣṇava em todo o mundo.
Desde a década de 1990, Hanumatpresaka Swami desenvolve um programa de palestras e viagens globais. É um diretor associado do "Bhaktivedanta Institute" e um dos mais destacados organizadores dos congressos acadêmicos internacionais na Índia dos quais já participaram grandes personalidades como Charles Townes, Dalai Lama, George Wald, Arcebispo Paulos Mar Gregorios (Presidente do Conselho Mundial de Igrejas) e muitos outros. Em março de 1999 Hanumatpresaka Swami foi o principal convidado para o Seminário de Crítica da Universidade de Calcutá "Seminário Nacional sobre a Ciência e Tecnologia na Índia Antiga". Em novembro de 2004 e julho de 2005 foi o principal orador na "Conferência Nacional de Psicoterapia", da Universidade César Vallejo, Tujillo, Peru.
É também o secretário geral do NIOS (Instituto Norte Americano de Estudos Clássicos e Orientais) e Catedrático Intinerante do IECCO (Instituto de Estudos Clássicos Ocidentais e Orientais) da Universidade Ricardo Palma em Lima, Peru.